# Preußische T 13.1
Die Preußischen T 13.1 waren Tenderlokomotiven der Oldenburgischen Staatsbahnen sowie der Preußischen Staatsbahnen für den Güterzugdienst. Sie entstanden als Weiterentwicklung der Preußischen T 13 (Bauart Union) für den Heißdampf-Betrieb. Fünf Lokomotiven wurden für die Saarbahnen beschafft. Von diesen Lokomotiven wurden ab 1925 18 Stück von der Deutsche Reichsbahn übernommen und mit den Betriebsnummern 92 401–418 versehen. Von diesen Lokomotiven kamen nach dem Zweiten Weltkrieg eine zur Deutschen Reichsbahn, und die restlichen verblieben im Westen. Diese Lokomotiven wurden an Privatbahnen verkauft. Die letzte Lokomotive wurde 1965 bei den Osthannoverschen Eisenbahnen ausgemustert.

## Geschichte

### Vorkriegsgeschichte
Nachdem bei den Oldenburgischen Staatsbahnen bereits 1911 Lokomotiven der Gattung T 13 beschafft wurden, bestellte die Bahnverwaltung 1921 bei der Hanomag vier derartige Lokomotiven für den Betrieb mit Heißdampf, die bei der Staatsbahn die Betriebsnummern 286 bis 289 erhielten. Die Lokomotiven hatten Lentz-Ventilsteuerung, weil die Oldenburgischen Staatsbahnen diese Steuerung bevorzugte und für den Heißdampfbetrieb diese Steuerungsart als angemessen galt. Die Lokomotiven waren für den leichten Personenzugdienst und für den Nebenbahnbetrieb vorgesehen. Die Preußischen Staatsbahnen beschaffte zehn Lokomotiven der Gattung T 13.1. 1923 erhielten noch die Saarbahnen fünf derartige Maschinen.
1925 kamen die vier oldenburgischen Maschinen zur Deutschen Reichsbahn und erhielten die Betriebsnummern 92 401–404. Von den preußischen Lokomotiven wurden neun Lokomotiven übernommen, die als 92 405–413 bezeichnet wurden. 1935 kamen die Lokomotiven des Saarlandes hinzu. Diese erhielten erst als T 13 die Nummern 92 1073–1077, was bald in 92 414–418 korrigiert wurde.
Nach dem Leistungsprogramm 1924 waren die Lokomotiven in der Lage, in der Ebene 1.080 t mit 45 km/h zu ziehen, auf Steigungen von 5 ‰ konnten 695 t mit 30 km/h gezogen werden, und auf 10 ‰ waren es noch 385 t mit derselben Geschwindigkeit.

### Nachkriegsgeschichte
Nach dem Zweiten Weltkrieg waren noch sechs Lokomotiven vorhanden, davon verblieb die 92 401 bei der Deutschen Reichsbahn. Sie wurde 1947 ausgemustert und für den internen Verschub im Reichsbahnausbesserungswerk Stendal verwendet. Die Verwendungsdauer ist nicht bekannt.
Die verbliebenen fünf Lokomotiven in Westdeutschland wurden als Splittergattung bald ausgemustert und an die Westfälische Landes-Eisenbahn (WLE) und die DEBG verkauft.

### Privatbahnen
Die drei Lokomotiven der WLE waren die ehemalige 92 403, sie wurde als WLE 158 bezeichnet und die ehemalige 92 409, sie erhielt die Bezeichnung WLE 156. Beide Lokomotiven waren mit Lentz-Ventilsteuerung ausgerüstet und wurden 1958 ausgemustert. Die ehemalige 92 415 wurde als WLE 157 bezeichnet. Diese hatte Kolbenschieber, war bis 1960 im Einsatz und wurde danach ausgemustert.
Die 92 417 aus dem Saargebiet kam 1947 zur Osthannoverschen Eisenbahn. Sie wurde besonders im Güterzugdienst eingesetzt. Sie war mit Kolbenschieber ausgerüstet. Beheimatet war sie in Celle und Bleckede. Von allen T 13.1 ist sie am längsten in Betrieb und wurde 1965 ausgemustert. Danach hat sie noch einige Zeit bei den Hamburgischen Electricitäts-Werken, auch ihre Verwendung in einem Fernsehfilm wird erwähnt.
Die DEBG erwarb im Rahmen eines Gelegenheitskaufes die Lokomotiven 92 402 und 92 404, die in Hamburg-Eidelstedt als Splittergattung ausgemustert worden sind. Die Lokomotiven waren mit stehender Lentz-Ventilsteuerung und Schmidt-Kleinrohr-Überhitzer ausgerüstet. Eingesetzt waren die Lokomotiven bei der Vorwohle-Emmerthaler Eisenbahn und Bahnstrecke Voldagsen–Delligsen. Die Lokomotiven bewährten sich in ihrem Einsatzbereich nicht, weil sie ein zu geringes Beschleunigungsvermögen hatten. 1959 wurden beide Lokomotiven ausgemustert.

## Konstruktive Merkmale
Die Lokomotiven entsprechen konstruktiv der Preußischen T 13 (Bauart Union). Im Unterschied zu diesen erhielten sie jedoch einen Überhitzer für Heißdampfbetrieb. Neben der Ausführung mit Lentz-Ventilsteuerung in der Anfangszeit waren auch die Zylinder im Durchmesser vergrößert worden. Die Lokomotiven hatten einen Überhitzer Bauart Schmidt, wodurch die Masse der leeren Lok um knapp 7 t anstieg. Die preußischen und oldenburgischen Lokomotiven hatten in der Ursprungsausführung längs auf dem Kesselscheitel einen Oberflächenvorwärmer. Die Lokomotiven der Saarbahnen besaßen zusätzlich zum Dampfdom noch einen Speisedom.